# Iljušin Il-38
Iljušin Il-38 (kódové jméno NATO: "May") je námořní hlídkový a protiponorkový letoun navržený v Sovětském svazu. Letoun byl vyvinut z turbovrtulového transportního letounu Iljušin Il-18.

## Vývoj a popis

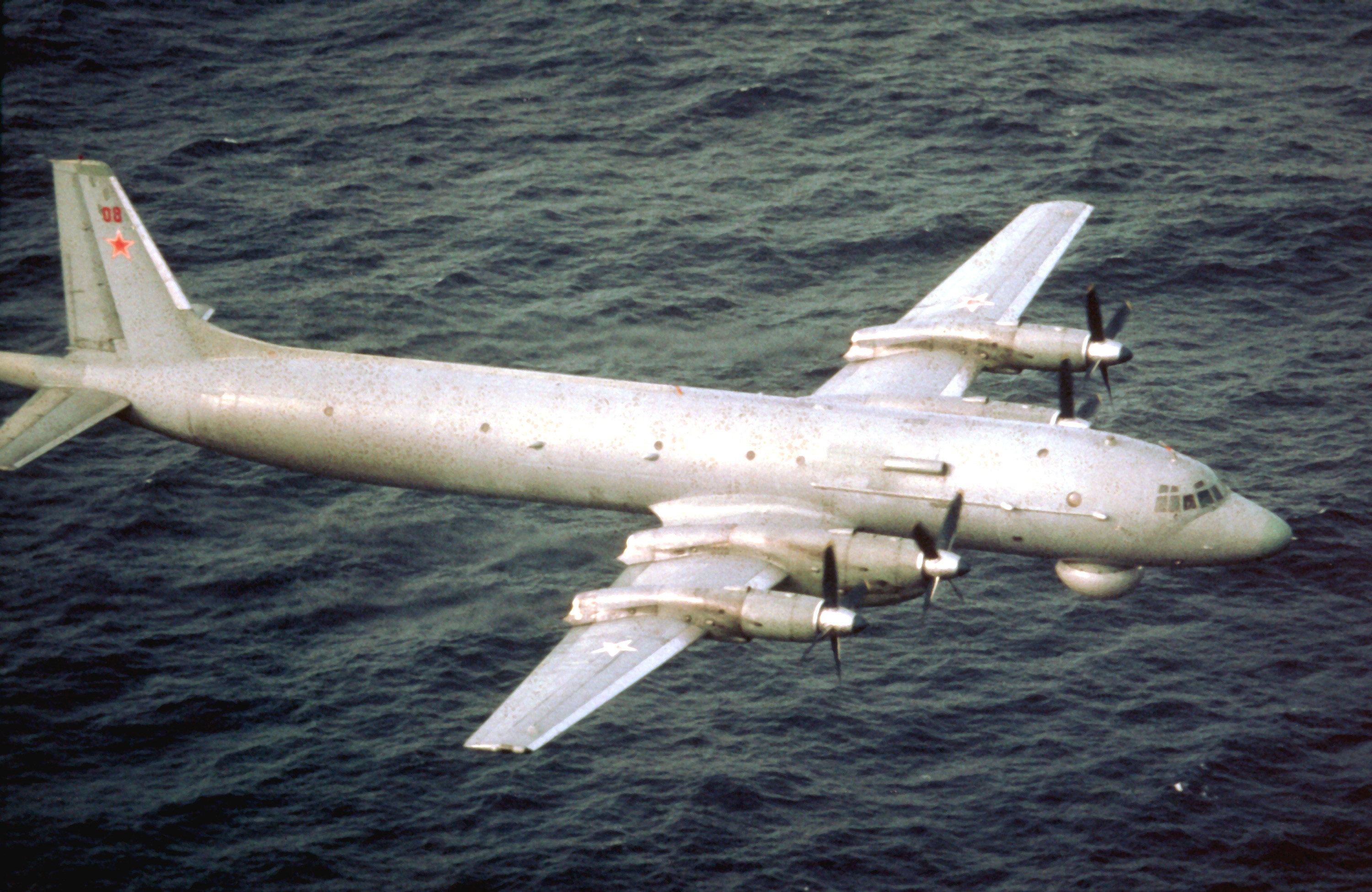
Il-38 v roce 1986

Il-38 vznikl úpravou čtyřmotorového turbovrtulového letounu Iljušin Il-18 pro námořní hlídkovou a protiponorkovou službu v sovětském námořnictvu. Důvodem pro jeho vývoj byla hrozba amerických ponorek s balistickými raketami. Ústřední výbor komunistické strany a Rada ministrů SSSR vydaly 18. června 1960 příkaz, aby byl v druhé čtvrtině roku 1962 připraven prototyp ke zkouškám. Technické specifikace byly vydány 4. května 1961. Trup letounu, křídla, ocasní část, motorové gondoly, motory a letová paluba jsou stejné jako na letounu Il-18. Aerodynamický prototyp letounu Il-38 poprvé vzlétnul 27. září 1961. První let výrobní verze letounu se uskutečnil v září 1967, kdy byla zahájena výroba letounů ve výrobním závodě v Chodince u Moskvy. Do operační služby byly letouny přijaty v roce 1969 po odstranění nedostatků a vyladění elektronického vybavení. Do roku 1972 bylo vyrobeno 58 letounů (některé zdroje hovoří o 65 vyrobených kusech). V té době vstoupil do služby všestrannější letoun s větším doletem Tupolev Tu-142, který byl odvozen od strategického bombardéru Tupolev Tu-95.
Podrobnosti o letounu Il-38 jsou omezené. Jisté je, že trup byl prodloužen o 4 m o proti letounu Il-18 a křídla byla posunuta dopředu kvůli posunutí těžiště po zabudování elektronického a dalšího vybavení do letounu. Všechny boční dveře a většina oken byla odstraněna. Zbývající okna byla zmenšena. Na zádi je umístěn detektor magnetických anomálií (MAD) APM-60 v typickém „žihadle“, počítač CVM-264 a pod překrytem v přední části trupu za šachtou přední podvozkové nohy je umístěn vyhledávací radar Berkut (v kódovém značení NATO "Wet Eye"). Letoun má dvě vnitřní pumovnice. Jednu před křídlem pro sonarové bóje a druhou za křídlem pro výzbroj. Pohon letounu zajišťují čtyři turbovrtulové motory Ivčenko AI-20M se čtyřlistými vrtulemi AV-64-04A.
Posádku letounu tvořili dva piloti, navigátor, radista, palubní mechanik a dva až sedm operátorů systémů. Posádka byla vybavena záchranným samonafukovacím člunem PSN-6A.

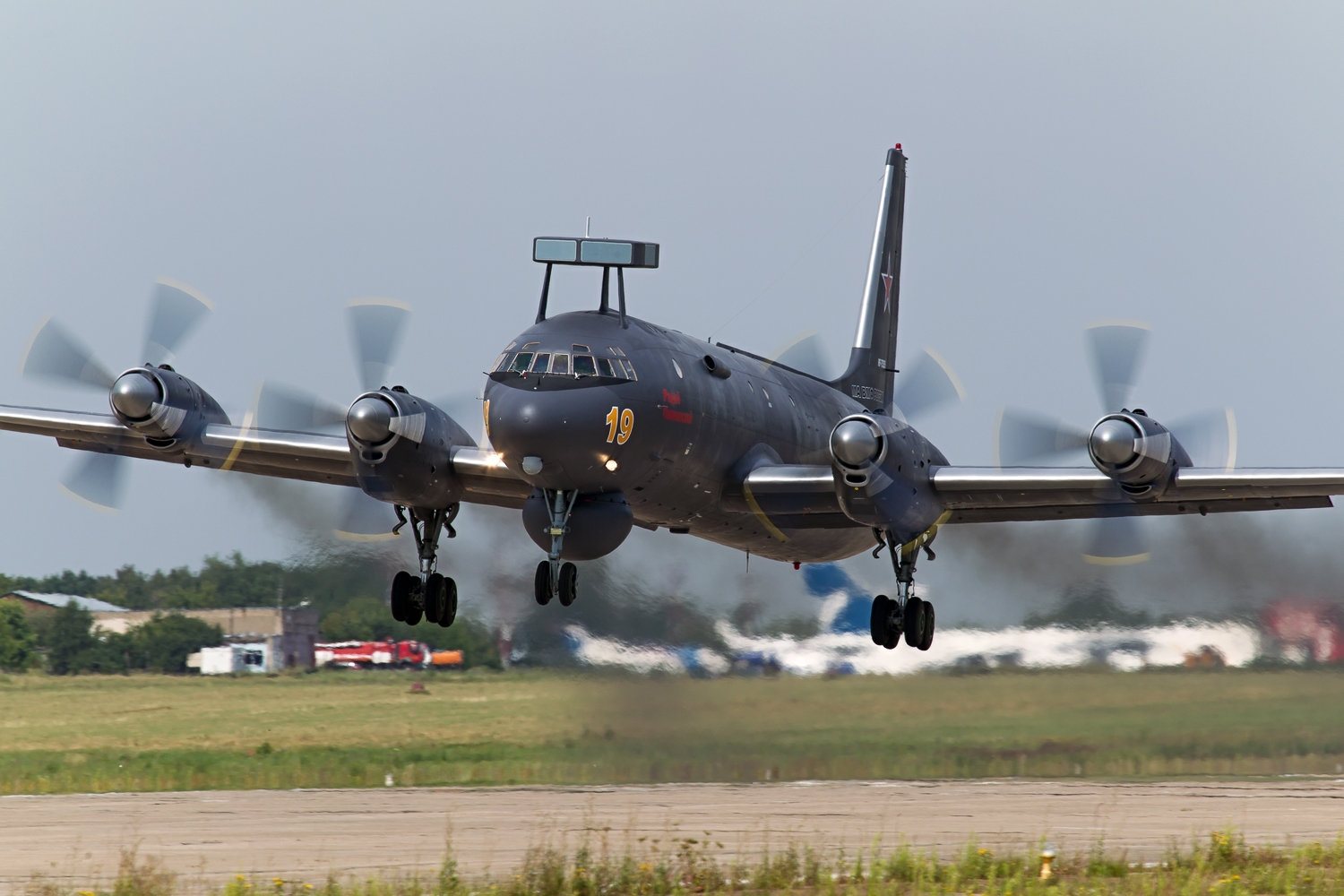
Il-38N

Na západě letoun dostal kódové označení May A. Pět letounů bylo v roce 1975 dodáno i do Indie.
Koncem 90. let 20. století byla zahájena modernizace zbývajících letounů, která spočívala v náhradě starého systému Berkut-38 novým systémem Novella. Takto modernizované letouny dostaly označení Il-38N. První modernizovaný stroj vzlétnul 4. dubna 2001. Poslední kus z první pětikusové série byl ruskému námořnictvu předán v červenci 2015. Rusko plánuje, že do roku 2025 bude na standard Il-38N modernizováno všech přibližně 30 jím provozovaných letounů tohoto typu.

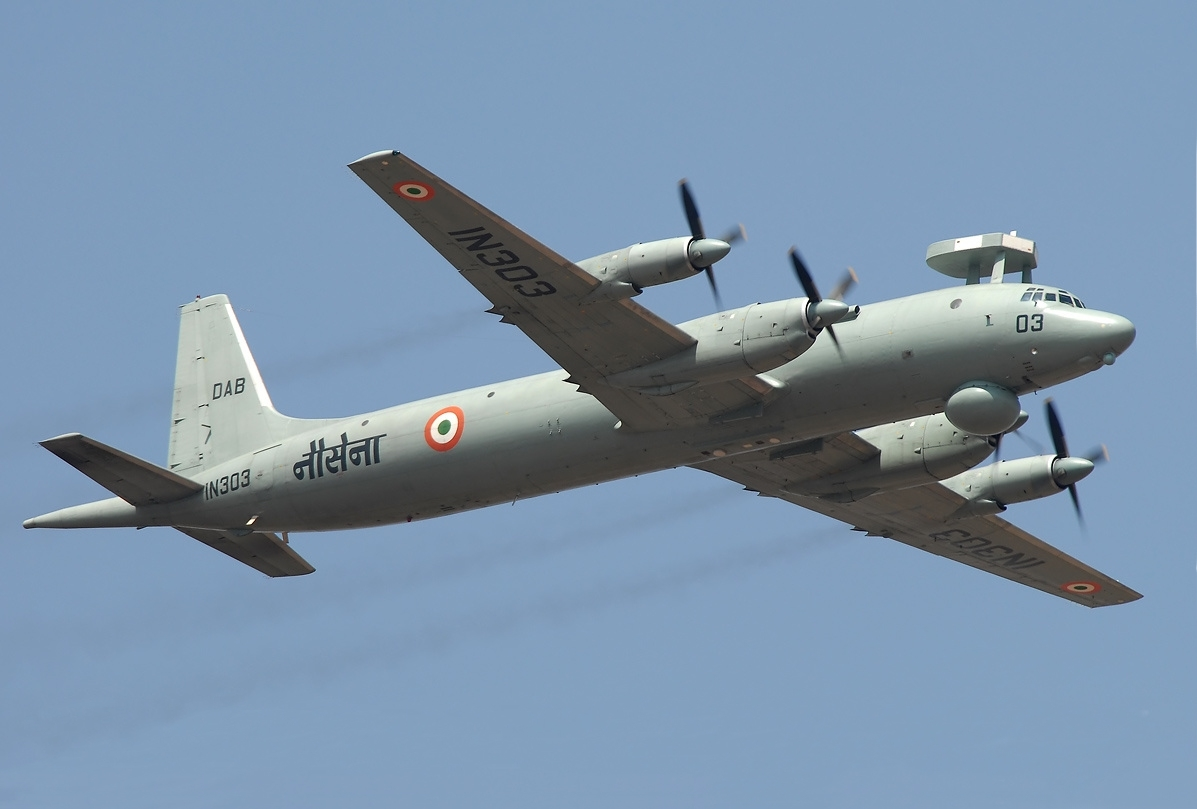
Indický Il-38SD

Také letouny Il-38 indického námořnictva byly odeslány zpět do Ruska k modernizaci. Byla na ně nainstalována nová avionika Sea Dragon (exportní verze systému Novella), která se skládá z nového radaru 2SD1, digitálního hydroakustického systému 2SD2 včetně nových sonarových bójí RGB-48E a RGB-58, dopředné infračervené věžičky 2SD5 pod nosem letounu a zcela pasivním vybavením pro elektronickou zpravodajskou činnost 2SD6 (ELINT) v boxu, který je umístěn na podpěrách nad přední částí letounu. Systém umožňuje automatické sledování až 32 cílů současně. Radiolokátor 2SD1 dokáže zachytit vzdušné cíle na vzdálenost 90–130 km (záleží na výšce letu cíle) a námořní cíle na vzdálenost 320 km (velké lodě) až 50 km (záchranné čluny). Infračervený systém 2SD5 dokáže zaměřit námořní cíle na vzdálenost více než 30 km (velké lodě) až 3,2 km (osoby). Uvedené údaje platí pro exportní verzi Sea Dragon, systém Novella bude mít parametry zřejmě mírně lepší. Nová verze dostala označení Il-38SD. Byly modernizovány tři letouny indického námořnictva. O další dva letouny Indie přišla při letecké nehodě při letecké přehlídce v roce 2002. Tato ztráta byla nahrazena darováním dvou strojů ze strany Ruska z vyřazovaných přebytků. Indie tak i nadále provozuje pět strojů Il-38SD.
Existují zprávy o tom, že modernizované letouny umožňují odpalovat indicko-ruské protilodní střely BrahMos. Letouny indického námořnictva byly vystaveny s pylony pro střely BrahMos po křídly.

## Operační historie

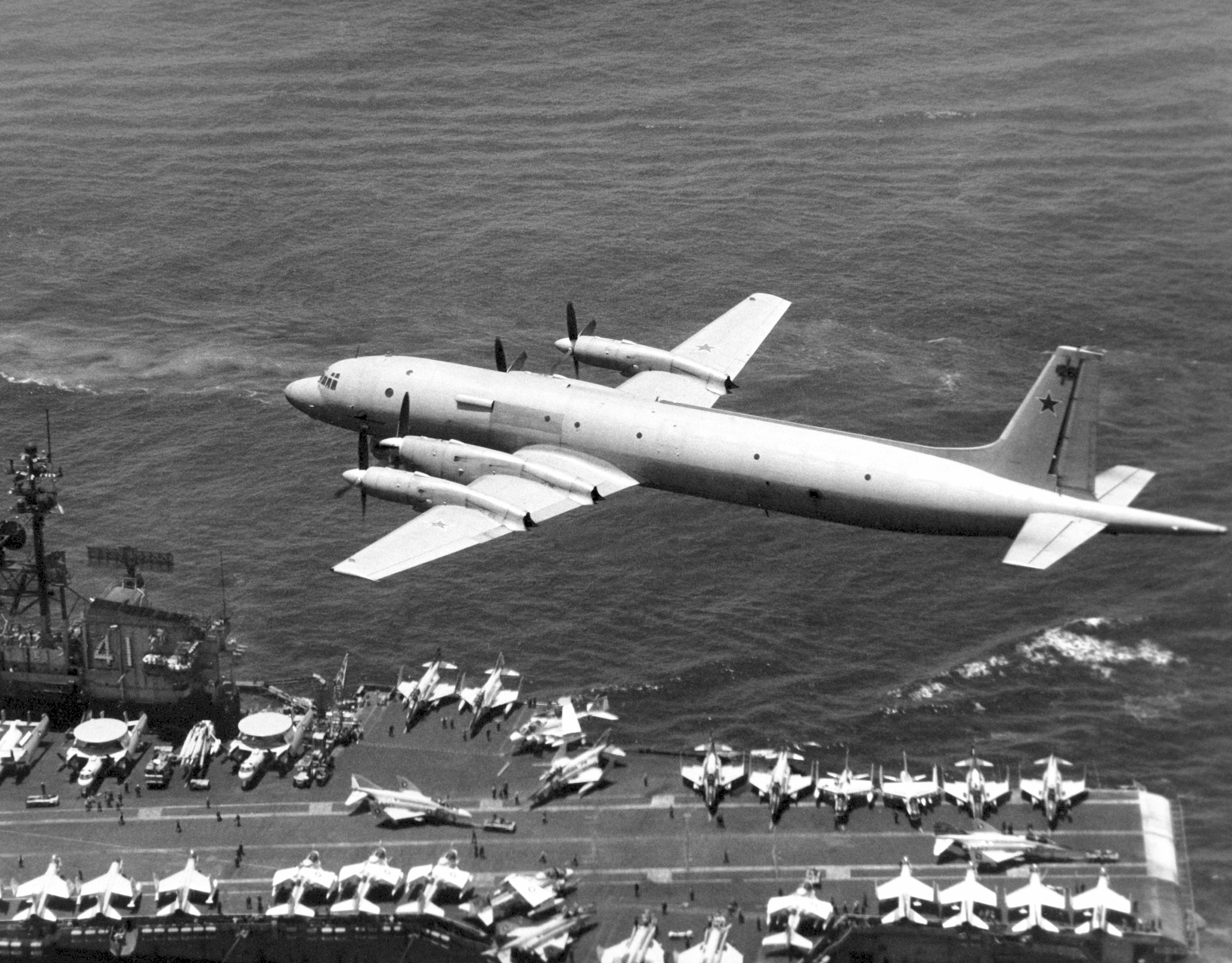
Letoun Il-38 přelétá nad palubou letadlové lodi USS Midway (CV-41) v roce 1979

Letouny Il-38 sloužily v rámci sovětské severní, pacifické a baltické floty. V březnu 1968 byly letka letounů Il-38 umístěna v Káhiře s egyptskými výsostnými znaky, ale jejich posádky byly sovětské. Letouny zde zůstaly až do roku 1972. Během Studené války letouny dále působily z Adenu v Jižním Jemenu, z Etiopie, Libye a Sýrie. Dva letouny Il-38 byla napadeny a jeden z nich zničen Eritrejskou lidovou osvobozeneckou frontou v roce 1984 v Asmaře. Po skončení studené války a rozpadu Sovětského svazu letouny přešly do služeb ruského námořnictva, kde slouží u arktické a pacifické floty.
Kolem třiceti letounů zůstává i nadále ve službě u ruského námořního letectva, zatímco 5 dalších obdržela v roce 1975 Indie. Indická modifikace letounu zahrnovala dosazení pylonů pro protilodní střely typu Sea Eagle.
7. prosince 2010 dva ruské stroje Il-38 narušily společné námořní cvičení Spojených států a Japonska v Japonském moři poblíž poloostrova Noto. Cvičení bylo předčasně ukončeno, protože bylo podezření, že letouny sbírají zpravodajské informace o americko-japonských aktivitách.

## Varianty

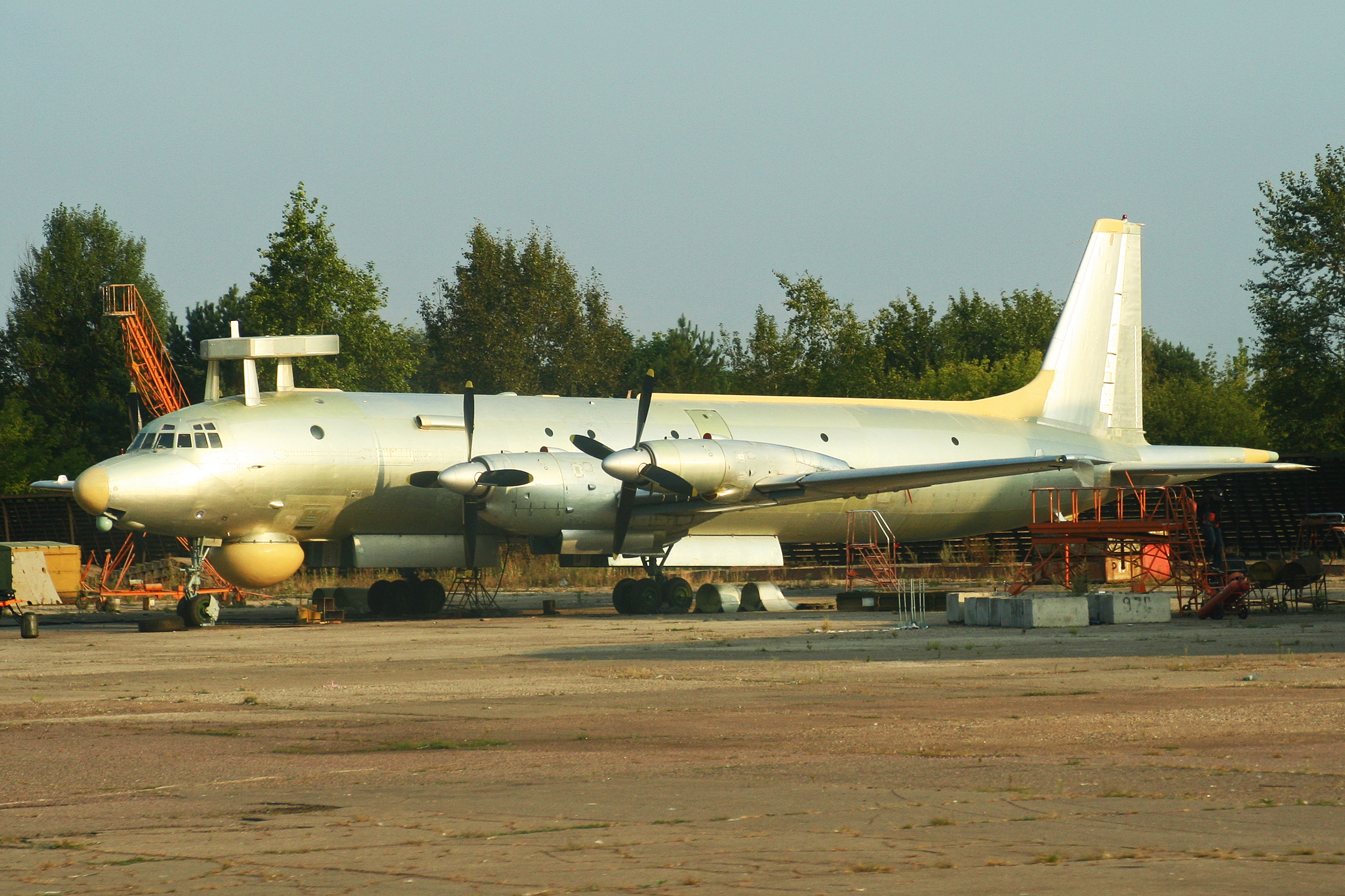
Letoun Il-38SD 'May' indického námořnictva, nelakovaný a zcela bez označení

Il-38
Výrobní verze letounu.
Il-38M
Upravená varianta vybavená zařízením pro tankování ve vzduchu. Nebyla zařazena do služby.
Il-38MZ
Upravená varianta na tankovací letadlo. Nebyla zařazena do služby.
Il-38MPA
Verze pro indické námořnictvo. Dodáno 5 kusů.
Il-38N
Vylepšená varianta, vybavená novým vyhledávacím a sledovacím systémem Novella.
Il-38SD
Vylepšená varianta pro indické námořnictvo vybavená novým vyhledávacím a sledovacím systémem Sea Dragon (exportní verze systému Novella).

## Specifikace (Il-38)
Technické údaje pocházejí z webu „Airwar.ru“.

### Technické údaje
- Posádka: 7 - 12
- Rozpětí: 37,42 m
- Délka: 39,60 m
- Výška: 10,16 m
- Nosná plocha: 140 m²
- Plošné zatížení: 453,6 kg/m²
- Prázdná hmotnost: 33 700 kg (jiné zdroje uvádějí 31 500 až 36 000 kg)
- Max. vzletová hmotnost : 63 500 kg (jiné zdroje uvádějí 66 000 kg)
- Pohonná jednotka: 4x turbovrtulový motor Ivčenko (Progress) AI-20M
- Výkon pohonné jednotky: 3 169 kW

### Výkony
- Cestovní rychlost: 456 km/h nad hladinou moře
- Maximální rychlost: 650 km/h ve výšce 7 500 m
- Dolet: 7 100 km (max. přeletová vzdálenost 9 500 km)
- Dostup: 10 000 m
- Stoupavost: 5,3 m/s (320 m/min)

### Výzbroj
- 5 000 kg výzbroje, která zahrnuje (jiné zdroje uvádějí 8 400 kg):[1]
  - sonarové bóje RGB-1 (BM-1), RGB-2 (BM-2), RGB-3 (BM-3), RGB-16, RGB-48
  - torpéda AT-1, AT-2
  - bomby PLAB-250-120, PLAB-50
  - hlubinné pumy KAB-500 PL nebo jaderná hlubinná puma
  - námořní miny AMD-2-500.

## Uživatelé

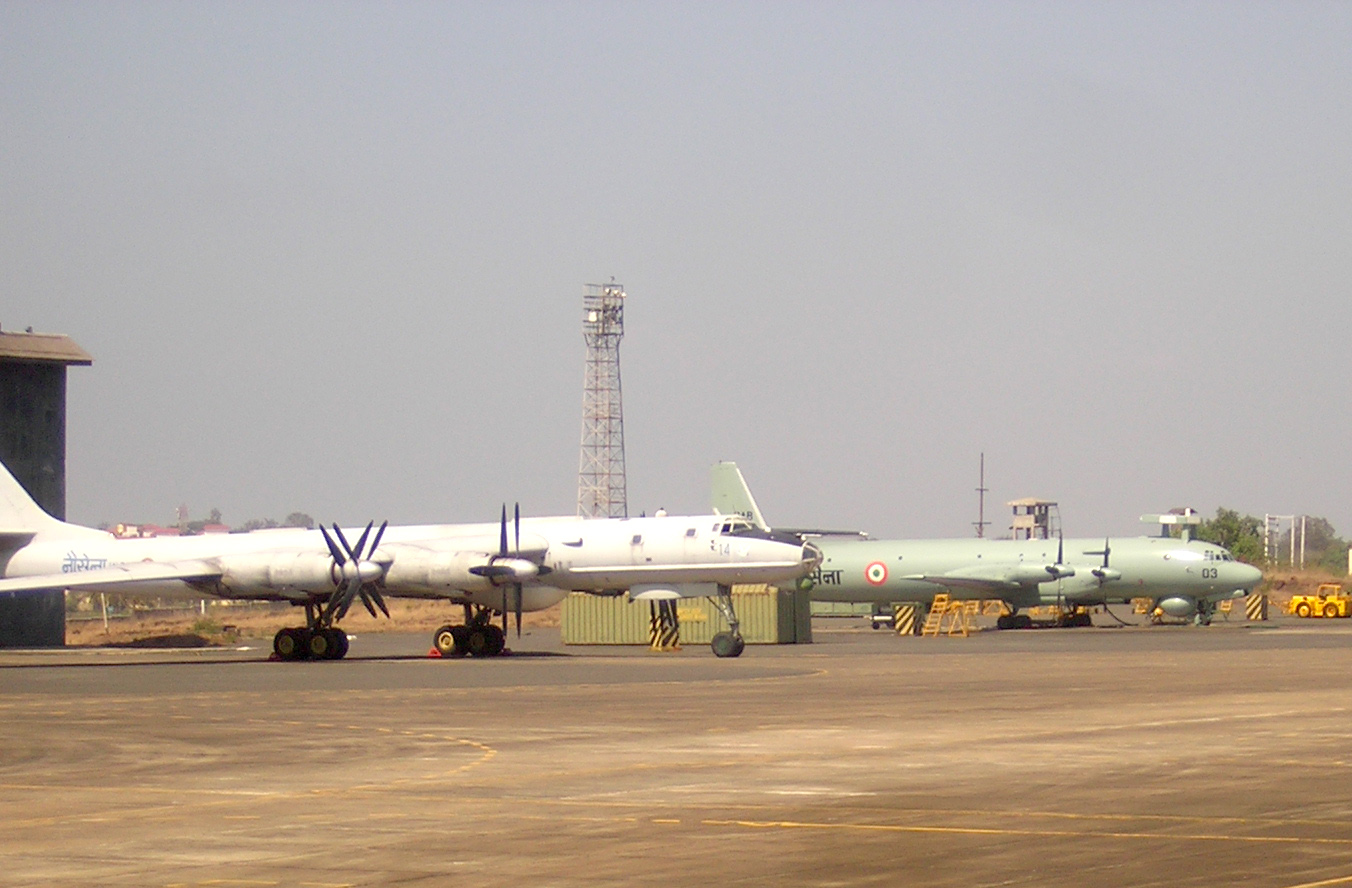
Il-38 indického námořnictva na námořní letecké základně Arakkonam, v popředí je letoun Tupolev Tu-142.

Indie
- Indické námořnictvo

 Rusko
- Ruské námořní letectvo

 Sovětský svaz
- Sovětské námořní letectvo

### Související vývoj
- Iljušin Il-18

### Podobná letadla
- Boeing P-8 Poseidon
- Breguet Atlantic
- Kawasaki XP-1 (anglicky)
- Lockheed P-3 Orion
- Avro Shackleton
- Hawker Siddeley Nimrod
- Bombardier Aerospace DHC-8-MPA-D8 (anglicky)